# Confine tra Norvegia e Svezia
Il confine tra la Norvegia e la Svezia ha una lunghezza di 1630 km, ed è il confine terrestre più lungo per entrambe le nazioni e per l'intera Europa, se si esclude il confine tra il Kazakistan e la Russia, entrambi paesi transcontinentali con l'Asia.

## Storia
Il confine è cambiato più volte a causa della guerra. Prima del 1645, Jämtland, Härjedalen e Bohuslän appartenevano alla Norvegia. Le modifiche alle frontiere furono definite nel Trattato di Brömsebro (1645), nel Trattato di Roskilde (1658) e nel Trattato di Copenaghen (1660).
Nel 1751 fu firmato un trattato a Strömstad, che definiva il confine sulla base delle indagini sul campo e dei negoziati condotti nel 1738–1751. Il confine era basato sulla conoscenza della popolazione locale, principalmente quale fattoria apparteneva a quale parrocchia e quale parrocchia a quale diocesi. Nelle montagne non popolate, il confine seguiva principalmente il bacino idrico. Ci furono disaccordi sulle parrocchie di Särna, Idre, Lierne, Kautokeino e Karasjok, che dovettero essere risolte. Sulla base di ciò, nel 1752-1765 furono eretti cairn di frontiera tra Norvegia e Svezia, compresa la Finlandia, che per lo più rimangono oggi.
Dopo il Trattato di Kiel e la Convenzione di Moss (1814) fu stabilita l'unione tra Svezia e Norvegia e il confine tra la Norvegia e la Svezia divenne un confine tra due partner sindacali. 
Durante la seconda guerra mondiale, quando la Norvegia fu occupata dalla Germania e la Svezia era neutrale, molti norvegesi diventarono rifugiati e fuggirono oltre il confine. La regolamentazione degli immigrati norvegesi fu severa tra il 1940 e il 1941; molti aspiranti rifugiati furono rifiutati.

## Geografia

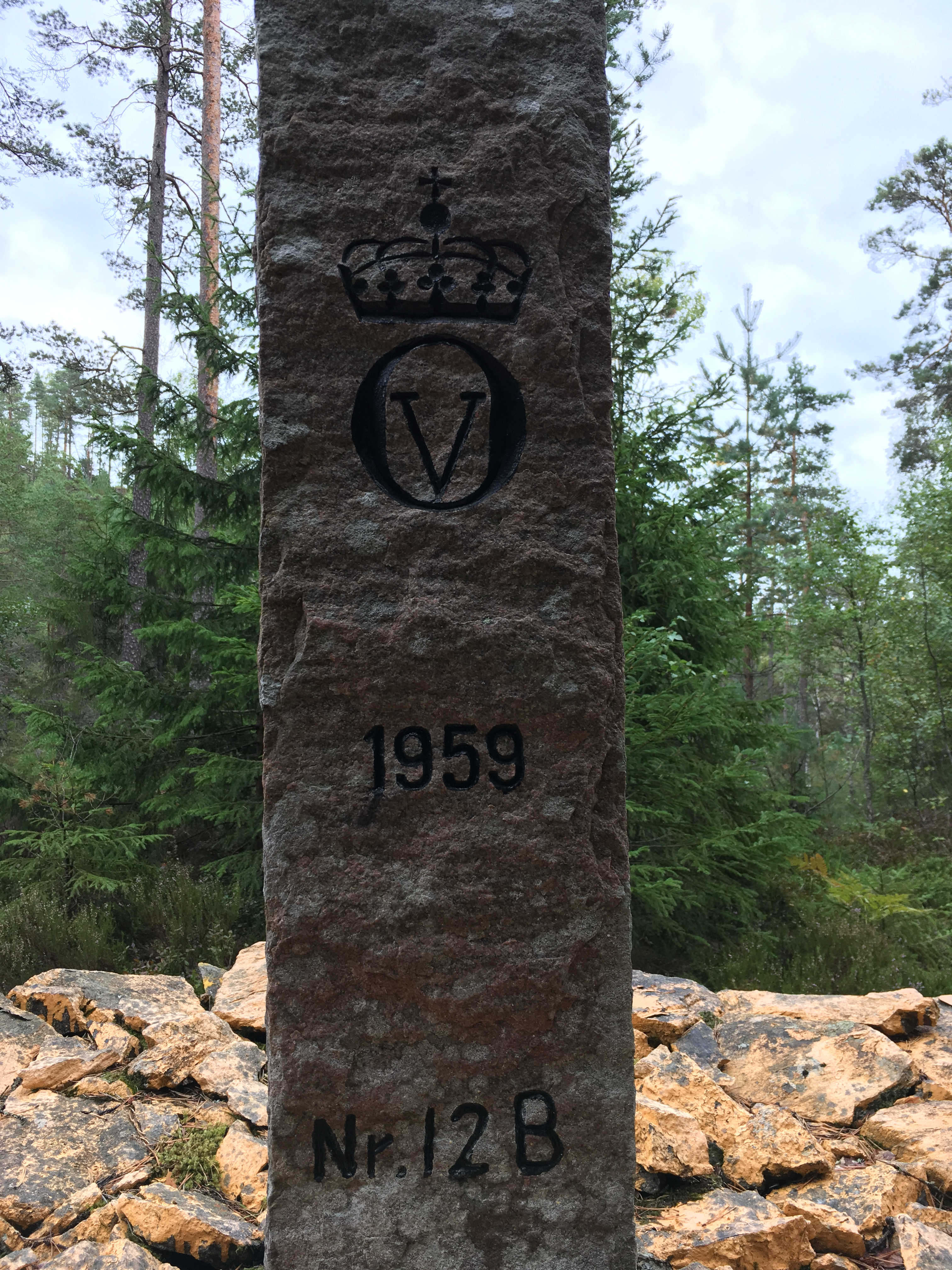
Frontiera tra Svezia e Norvegia

A sud di Dalarna, il confine in parte segue le divisioni locali di drenaggio, ma anche attraverso i laghi e lungo i fiumi. Alcuni segni di frontiera furono posizionati su piccole isole lacustri in modo da dividerli per il confine.
In Norvegia, il confine si estende lungo le contee di Østfold, Akershus, Hedmark, Sør-Trøndelag, Nord-Trøndelag, Nordland e Troms. In Svezia, il confine si estende lungo le contee di Västra Götaland, Värmland, Dalarna, Jämtland, Västerbotten e Norrbotten. Il punto di confine più settentrionale è Treriksröset (svedese) o Treriksrøysa (norvegese), che è anche un confine con la Finlandia.